# Uładzimir Michajłau
Uładzimir Iharawicz Michajłau, błr. Уладзімір Ігаравіч Міхайлаў, ros. Владимир Игоревич Михайлов – Władimir Igoriewicz Michajłow (ur. 4 stycznia 1989 w Grodnie) – białoruski hokeista.

## Kariera
- HK Homel 2 (2004-2007)
- HK Homel (2006-2008)
- HK Szynnik Bobrujsk (2008-2009)
- Dynama Mińsk (2008/2009)
- HK Kieramin Mińsk (2008/2009)
- HK Szachcior Soligorsk (2009-2012)
- HK Nioman Grodno (2012-2016)
- Nesta Mires Toruń (2016-2017)

Grał w klubach białoruskiej ekstraligi. Ponadto zaliczył osiem meczów w sezonie 2008/2009 rosyjskich rozgrywek KHL. Od września 2016 zawodnik Nesty Mires Toruń w rozgrywkach Polskiej Hokej Ligi. Po sezonie PHL 2016/2017 odszedł z Torunia.
Występował w kadrach juniorskich kraju na turniejach mistrzostw świata do lat 18 w 2006 (Elita), 2007 (Dywizja I) oraz do lat 20 w 2008 (Dywizja I), 2009 (Dywizja I).

## Sukcesy
Reprezentacyjne
- Awans do Elity MŚ do lat 18: 2007

Klubowe
- Puchar Białorusi: 2007 z HK Homel
- Srebrny medal mistrzostw Białorusi: 2010 z Szachciorem Soligorsk
- Złoty medal mistrzostw Białorusi: 2013, 2014 z Niomanem Grodno
- Puchar Białorusi: 2014 z Niomanem Grodno
- Puchar Kontynentalny: 2015 z Niomanem Grodno